# Przezmark (Elbląg)
Przezmark (deutsch: Preußisch Mark,

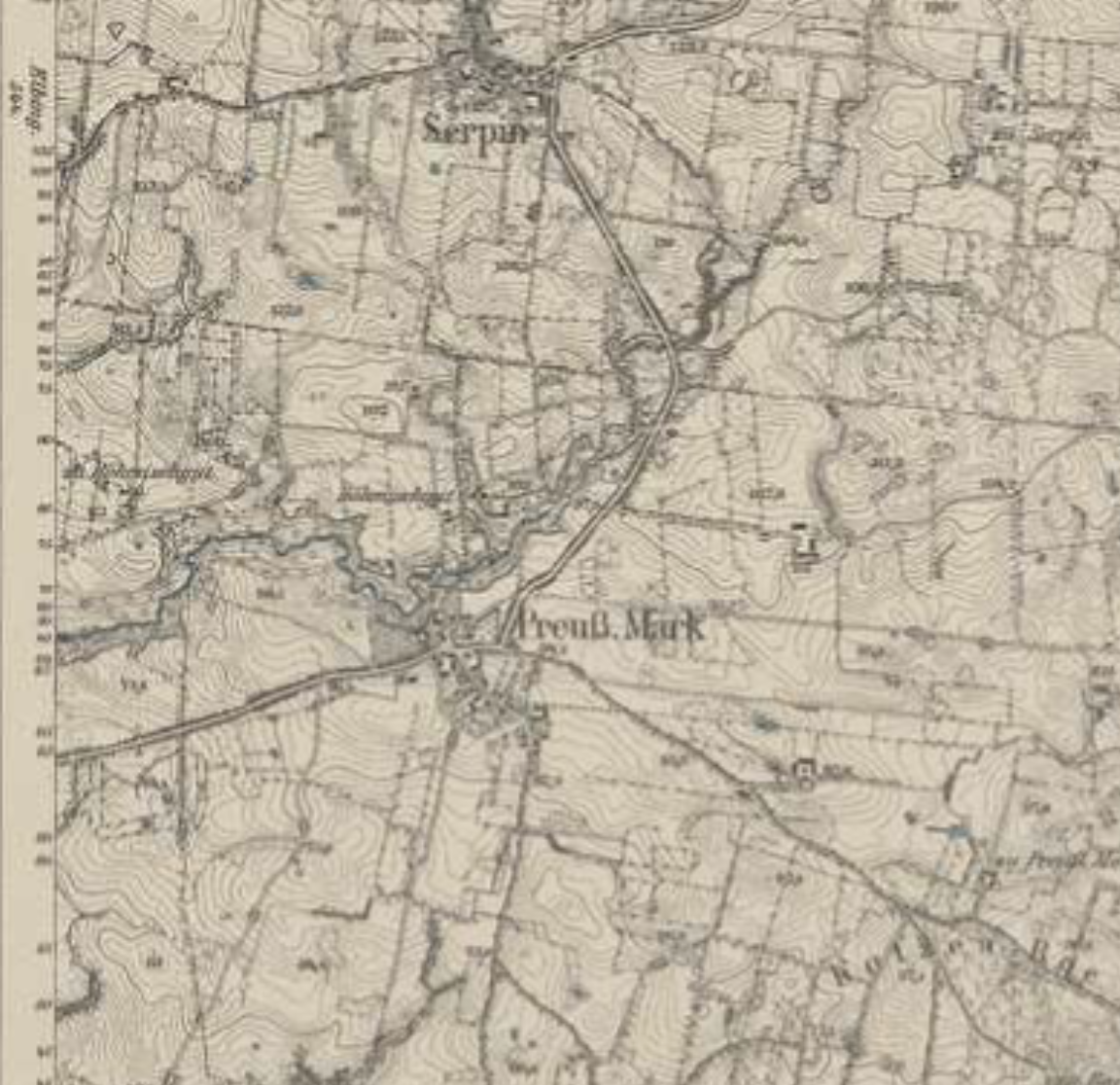
Preuß. Mark im Messtischblatt Nr. 1883 Pomehrendorf von 1909/1911

Preuschmark, südöstlich von Elbing und nordwestlich von Preußisch Holland, auf einer Landkarte von 1910

daneben auch Preuschmark) ist ein Dorf in der Landgemeinde Elbląg (Elbing)  im Powiat Elbląski (Elbinger Kreis) der polnischen Woiwodschaft Ermland-Masuren.

## Geographische Lage

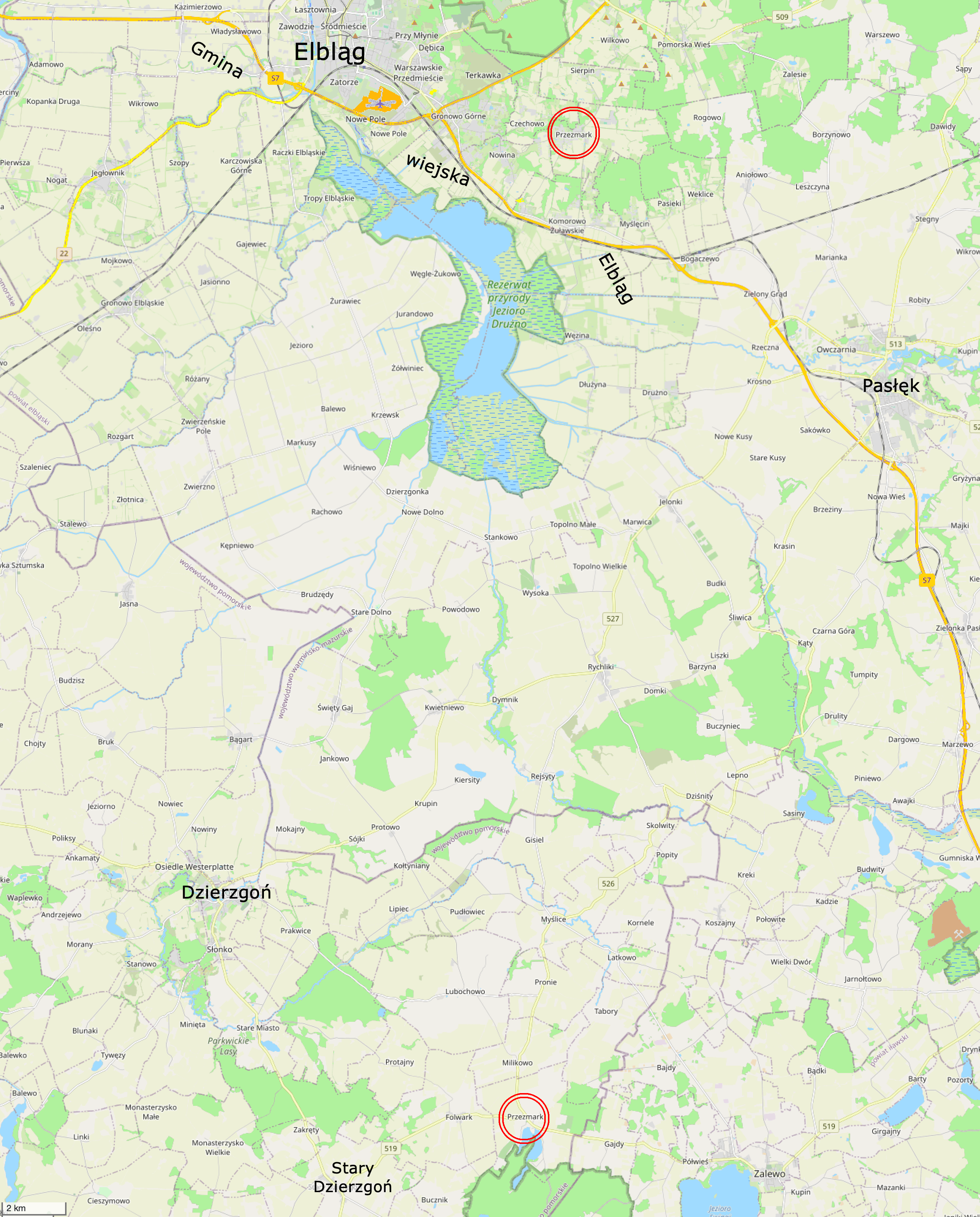
Oben Przezmark bei Elbląg (bis 1945
Preußisch Mark, Kreis Elbing), unten Przezmark in der Gmina Stary Dzierzgoń (bis 1945 Preußisch Mark, Kreis Mohrungen)

Das Kirchdorf liegt im ehemaligen Westpreußen, etwa 9 Kilometer südöstlich der Stadt Elbląg, auf der Elbingschen Höhe und 25 Kilometer vom Frischen Haff entfernt. Die Ortschaft befindet sich in einer Höhenlage von etwa 116 Metern über dem Meeresspiegel. Die im Nordosten verlaufende Landesgrenze Polens mit Russland ist etwa 40 Kilometer entfernt.

## Geschichte
Die ähnlich klingenden älteren Ortsnamen von Preußisch Mark, wie Pruyszmarck oder Preuschmark, werden darauf zurückgeführt, dass das alte Kirchdorf Preußisch Mark früher ein Handelsplatz gewesen war, ein ‚preußischer Markt‘. Allerdings gibt es 31 Kilometer südlich ein weiteres Dorf, das sowohl auf Deutsch wie auf Polnisch den gleichen Namen trug bzw. trägt. Immerhin lagen dann wohl beide Handelsplätze in ursprünglich prußischem Gebiet – im Unterschied zu weiter westlichen in pomoranischem Gebiet.
Die Haupteinnahmequelle des Orts war die Landwirtschaft. 
Am 1. Februar 1935 wurde ein Teil der Landgemeinde Preußisch Mark in die Landgemeinde Serpin eingegliedert und ein Teil der Landgemeinde Serpin in die Landgemeinde Preußisch Mark.
Im Jahr 1939 hatte das Dorf 246 Einwohner.
Vor Ende des Zweiten Weltkriegs gehörte Preußisch Mark zum Landkreis Elbing im Reichsgau Danzig-Westpreußen im Regierungsbezirk Danzig des Deutschen Reichs. 
Gegen Ende des Zweiten Weltkriegs wurde die Region im Frühjahr 1945 von der Roten Armee besetzt. Anschließend wurde Preußisch Mark zusammen mit der gesamten südlichen Hälfte Ostpreußens von der Sowjetunion besatzungsrechtlich der Volksrepublik Polen  zur Verwaltung überlassen. Der Ortsname wurde zu Przezmark polonisiert. In der Folgezeit wurde die einheimische Bevölkerung von der polnischen Administration aus dem Kreisgebiet vertrieben. Das Dorf hat derzeit etwa 120 Einwohner.

## Bauwerke

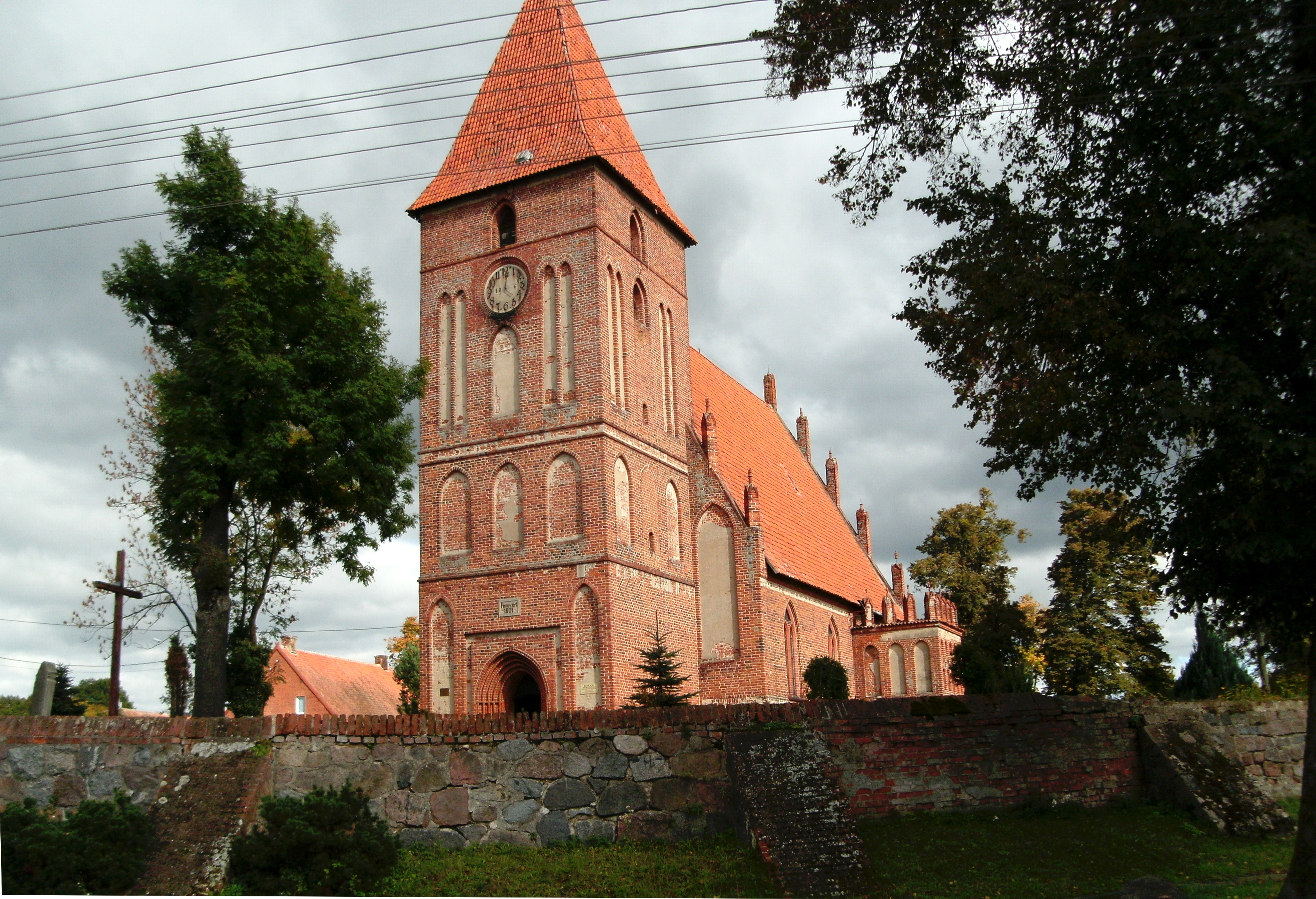
Dorfkirche, bis 1945 Gotteshaus der evangelischen Gemeinde Preußisch Mark

- Dorfkirche